# Deering (Misuri)
Deering es un lugar designado por el censo ubicado en el condado de Pemiscot en el estado estadounidense de Misuri. En el Censo de 2020 tenía una población de 61 habitantes y una densidad poblacional de 79,22 habitantes por km². Fue incluido como CDP en el censo de 2020. 

## Geografía
Deering se encuentra ubicado en las coordenadas 36°11′28″N 89°53′04″O / 36.19111, -89.88444.Según la Oficina del Censo de los Estados Unidos,  tiene una superficie total de 0,77 km², de la cual 0,76 km² corresponden a tierra firme y 0,01 km² a agua.